# Henri Delor
Henri Delor, né le 15 janvier 1874 à Petit-Enghien et décédé le 16 novembre 1943 fut un sénateur socialiste belge.
Installé à Quenast, Delor fut élu sénateur de l'arrondissement de Nivelles (1921-23) et député (1923-mort).

## Sources
- Un siècle d'histoires en Brabant wallon, Par Yves Vander Cruysen